# Louis-Simon Auger
Louis-Simon Auger (* 29. Dezember 1772 in Paris; † 2. Januar 1829 ebenda) war ein französischer Herausgeber, Biograf, Vaudevilledichter, Journalist und Literaturhistoriker.

## Leben
Auger diente unter Napoleon Bonaparte und der Republik seit seiner früheren Jugend in unteren Verwaltungsämtern und war bis 1812 im Ministerium des Innern angestellt. 1816 wurde er auf Wunsch König Ludwigs XVIII. als Nachfolger des verbannten Lucien Bonaparte in die Académie française gewählt. Vier Jahre später berief ihn dieser König zum Zensor. Er war zugleich Mitglied der Académie des sciences und ein ausgezeichneter Kritiker, was ihm die heftigsten Angriffe von Seiten der ultraliberalen Presse zuzog. Er verfasste zahlreiche Kritiken und Schriften zu seinen gelehrten Landsleuten und Zeitgenossen, dabei machte er sich mit seinem freimütigen Tadel schnell Feinde. Beifall erhielt er hingegen von jenen, die begründete Kritik zu schätzen wussten. In den Jahren 1802 bis 1803 veröffentlichte er seine Beiträge für die Zeitschrift Décade philosophique unter dem Pseudonym O. von I. Des Weiteren schrieb er Artikel für das Journal general, für den Spectateur das Journal de l’Empire und später auch für das Journal général de France. Auger kommentierte viele neue Ausgaben der Werke älterer französischer Schriftsteller mit interessanten Anmerkungen und wissenschaftlichen Notizen bereicherte. Seine seine preisgekrönten Lobreden auf Nicolas Boileau und Pierre Corneille sowie die in der Biographie universelle enthaltenen Biographien über Molière, François Rabelais und Voltaire fanden hingegen selbst bei seinen erbittertsten Gegner Anklang.
Auger stand in der Gunst der königlichen Regierung, wurde am 6. Februar 1816 Ritter der Ehrenlegion und ab dem 1. Januar 1826 ständiger Sekretär der Französischen Akademie. Im Januar 1829 nahm er sich vermutlich selbst das Leben (Suizid in der Seine), um den Schmerzen einer Nervenkrankheit zu entkommen.

## Werke (Auswahl)
Augers erste Werke waren Theaterstücke; meistenteils Vaudevilles. Ab 1804 arbeitete er überwiegend als Mitarbeiter für Zeitschriften. Seine größten literarischen Erfolge aber erzielte er als Herausgeber, Biograf und Kommentator vieler französischer Schriftsteller in der Biographie universelle ancienne et moderne.
- Arlequin odalisque, comédie-parade en 1 acte et en prose, mêlée de vaudevilles, par le citoyen Auger. Paris 1799 (gallica.bnf.fr).
- Notice historique et littéraire sur Malfilâtre. 1805.
- Eloge de Boileau. 1805 (prämiert)
- Eloge de Corneille. 1807 (prämiert)
- Abrégé de géographie physique et politique. 1808.
- Essai sur la vie et les ouvrages de Cervantes. 1825.
- Observations sur la nature de la propriété littéraire. 1826.
- Mélanges philosophiques et littéraires. 2 Bände, Paris 1828 (archive.org, archive.org).